# Cariboptila calcigena
Cariboptila calcigena är en nattsländeart som beskrevs av Oliver S. Flint Jr. 1974. Cariboptila calcigena ingår i släktet Cariboptila och familjen stenhusnattsländor. Inga underarter finns listade i Catalogue of Life.